# Phragmatobia kroumira
Phragmatobia kroumira là một loài bướm đêm thuộc phân họ Arctiinae, họ Erebidae.